# Danse i måneskin
"Danse i måneskin" er en dansk popsang, der var med til Dansk Melodi Grand Prix 1987, hvor den endte på en tredjeplads. Sangen blev fremført af Trine Dyrholm & Moonlighters og er skrevet af Frans Bak og Per Jr. Nielsen. Sangen er udsendt på et album med samme navn.
"Danse i måneskin" er en af de 12 evergreens, der kom med i kulturkanonen.

## Historien om sangen
"Danse i måneskin" blev udvalgt som en af de ti sange, der skulle fremføres til det danske grandprix i 1987, og den blev sunget af den dengang blot 14-årige Trine Dyrholm, der blev bakket op af orkesteret Moonlighters anført af komponisten til sangen, Frans Bak. Sangen blev stemt videre til den afgørende runde blandt de fem bedste sange. Finalen blev vundet i overlegen stil af Anne Herdorf med "En lille melodi", der fik de maksimale otte point fra alle fem landsdelsjuryer, mens Birthe Kjær tog andenpladsen med "Hva' du ude på?" med 22 point, lige foran "Danse i måneskin" med 20 point. "En lille melodi" gik dermed videre til Eurovision Song Contest 1987, hvor den i øvrigt opnåede en femteplads.
Efterfølgende gik "Danse i måneskin" hen og blev den af sangene fra dette grandprix, der blev mest populær, og den er kopieret flere gange siden.

## Sangteksten
Sangen består af to vers på hver to gange fire linjer efterfulgt af et ligeledes firelinjers omkvæd. I versene rimer linjerne parvis (1-2 og 3-4), mens alle fire linjer rimer i omkvædet.
Indholdsmæssigt beskriver sangen den unge usikre forelskelse med fx "et pigehjerte banker" og "jeg husker så kejtet du var", mens omkvædet dydigt forsikrer, at de to danser tæt i måneskinnet.

## Melodi
Melodien går i en frisk firedelt taktart, der går i en klassisk tonika-dominant-subdominant-rundgang i dur, idet der indimellem lægges parallel-mol ind. For skabe afveksling sker det flere gange, at der transponeres til andre tonearter.

## Fremførelse
Sangen indledes med et lille forspil med tenorsaxofon i spidsen, inden Dyrholm synger det første vers og omkvædet. Senere spilles et lille mellemspil, igen med saxofonen. Mod slutningen af sangen gentages omkvædet nogle gange i forskellige tonearter, inden den afsluttes med en klassisk grandprixsangs-afslutning med tre markante gentagelser af grundtonen.

## Andre versioner
"Danse i måneskin" er indspillet af andre kunstnere, blandt andet af Souvenirs og Sweethearts på deres album Grand Cru (2004) Der refereres til sangen i en sang, som Allan Olsen har spillet til nogle koncerter, men som aldrig er udgivet på plade.